# Judo-Weltmeisterschaften 1982
Die (Frauen-) Judo-Weltmeisterschaften 1982 fanden vom 4. bis zum 5. Dezember 1982 in Paris,  Frankreich statt.

## Ergebnisse

### Frauen
| Gewichtsklasse | Gold               | Silber                | Bronze             |
| -------------- | ------------------ | --------------------- | ------------------ |
| - 48 kg        | Karen Briggs       | Marie-France Colignon | Jola Bink          |
| - 48 kg        | Karen Briggs       | Marie-France Colignon | Hitomi Nakahara    |
| - 52 kg        | Loretta Doyle      | Kaori Yamaguchi       | Christina-Ann Boyd |
| - 52 kg        | Loretta Doyle      | Kaori Yamaguchi       | Pascale Doger      |
| - 56 kg        | Béatrice Rodriguez | Suzanne Williams      | Eve Aronoff        |
| - 56 kg        | Béatrice Rodriguez | Suzanne Williams      | Diane Bell         |
| - 61 kg        | Martine Rottier    | Inger Lise Solheim    | Jeannine Peeters   |
| - 61 kg        | Martine Rottier    | Inger Lise Solheim    | Gabriele Ritschel  |
| - 66 kg        | Brigitte Deydier   | Karin Krüger          | Heidi Andersen     |
| - 66 kg        | Brigitte Deydier   | Karin Krüger          | Anita Staps        |
| - 72 kg        | Barbara Claßen     | Ingrid Berghmans      | Karin Posch        |
| - 72 kg        | Barbara Claßen     | Ingrid Berghmans      | Jocelyne Triadou   |
| + 72 kg        | Nathalie Lupino    | Margaret Castro       | Maria Teresa Motta |
| + 72 kg        | Nathalie Lupino    | Margaret Castro       | Marjolein van Unen |
| Offene Klasse  | Ingrid Berghmans   | Hiromi Tateishi       | Regina Sigmund     |
| Offene Klasse  | Ingrid Berghmans   | Hiromi Tateishi       | Jocelyne Triadou   |

## Medaillenspiegel
| Rang      | Land                   | Gold | Silber | Bronze | Gesamt |
| --------- | ---------------------- | ---- | ------ | ------ | ------ |
| 1         | Frankreich             | 4    | 1      | 3      | 8      |
| 2         | Vereinigtes Königreich | 2    | 0      | 1      | 3      |
| 3         | BR Deutschland         | 1    | 1      | 2      | 4      |
| 4         | Belgien                | 1    | 1      | 1      | 3      |
| 5         | Japan                  | 0    | 2      | 1      | 3      |
| 6         | Australien             | 0    | 1      | 1      | 2      |
| 6         | Vereinigte Staaten     | 0    | 1      | 1      | 2      |
| 6         | Norwegen               | 0    | 1      | 1      | 2      |
| 9         | Niederlande            | 0    | 0      | 3      | 3      |
| 10        | Österreich             | 0    | 0      | 1      | 1      |
| 10        | Italien                | 0    | 0      | 1      | 1      |
| Insgesamt | Insgesamt              | 8    | 8      | 16     | 32     |